# 전쟁과 평화 (영화 시리즈)
《전쟁과 평화》(러시아어: Война и мир)는 1965~1967년 소련의 전쟁 드라마 영화 시리즈이다. 세르게이 본다르추크가 감독과 공동각본을 맡았으며, 레프 톨스토이의 동명 소설이 영화의 원작이다. 1968 아카데미 외국어 영화상·골든 글로브상 외국어 영화상 수상작이다.
이 영화는 거액의 제작비를 들인 공전(空前)의 대 스펙터클이면서도 원작자의 사상이나 문체에까지 가능한 한 밀착시키려고 노력하였으며 특히 전반에 있어서는 성공하고 있다. 후반은 다소 표면적으로 흐른 느낌이 있다.
대한민국에서는 MBC에서 1991년 5월 12일부터 6월 2일까지 일주일에 한 번씩 방영되었다.

## 줄거리
1805년 나폴레옹이 전유럽을 석권하고 제정 러시아의 국경에 집결하고 있을 무렵, 페테르스부르그(레닌그라드)의 사교계에 이상가 피엘 베주호프(본다르추크)와 행동적인 안드레이 보르콘스키 공작(치호노프)이라고 하는 젊은 친구가 있었다. 그들은 로스토프 백작의 둘째딸 나타샤(사벨리예바)와 만난다. 적극적인 안드레이는 그녀에게 청혼을 하고 약혼까지 하게 되는데 그녀가 진실하게 사랑하는 것은 피엘이다. 이 이야기는 1812년 나폴레옹의 침입, 그리고 패전까지의 러시아에 있어서의 전쟁과 평화의 세월이 눈부시게 변전(變轉)하는 것을 배경으로 하여 이들 젊은 세 사람들의 애환 그리고 방황과 각성을 묘사한 웅대한 서사시로서, 안드레이의 죽음과 피엘과 나타샤의 결혼으로 끝난다. 6시간에 달하는 대장편이다.

## 한국판 성우진 (MBC)
- 배한성 - 안드레이 볼콘스키(뱌체슬라프 티호노프)
- 김진숙 - 리자(아나스타샤 베르틴스카야)
- 황일청 - 니콜라이 공작(아나톨리 크로토프)
- 전임복 - 마리아(안토니아 슈라노바)
- 김기현 - 쿠투초프(보리스 자하바)
- 송도영 - 나타샤 로마노프(류드밀라 사벨리예바)
- 이규연 - 로스토프(빅토르 스타니친)
- 김은영 - 나타샤 어머니(키라 골로프코)
- 윤지하 - 니콜라이(올레크 타바코프)
- 최성우 - 소냐(아아리나 구바노바)
- 양지운 - 피에르(세르게이 본다르추크)
- 정희선 - 헬렌 쿠라긴(이리나 스코프세바)
- 김용식 - 도로호프(올레크 예프레모프)
- 이도련 - 바실리 쿠라긴 공작(보리스 스미르노프)
- 박일 - 아나톨(바실리 라노보이)